# Bambang Suprianto
Bambang Suprianto (* 20. Februar 1969 in Surakarta) ist ein ehemaliger Badmintonspieler aus Indonesien.

## Karriere
Bambang Suprianto wurde zweimal Asienmeister und nahm zweimal an Olympia teil, wobei er jedoch als beste Platzierung nur einen 5. Platz erreichen konnte. Er gewann in seiner Karriere unter anderem die Indonesia Open, Japan Open, Vietnam Open und die All England.

## Erfolge
| Saison | Veranstaltung              | Disziplin    | Platz | Name                                       |
| ------ | -------------------------- | ------------ | ----- | ------------------------------------------ |
| 1991   | Singapore Open             | Herreneinzel | 1     | Bambang Suprianto                          |
| 1992   | All England                | Herrendoppel | 1     | Rudy Gunawan / Bambang Suprianto           |
| 1993   | Thailand Open              | Herrendoppel | 1     | Bambang Suprianto / Rudy Gunawan           |
| 1993   | China Open                 | Herrendoppel | 1     | Rudy Gunawan / Bambang Suprianto           |
| 1994   | All England                | Herrendoppel | 1     | Rudy Gunawan / Bambang Suprianto           |
| 1994   | Chinese Taipei Open        | Herrendoppel | 1     | Rudy Gunawan / Bambang Suprianto           |
| 1995   | Indonesia Open             | Herrendoppel | 1     | Rudy Gunawan / Bambang Suprianto           |
| 1996   | Japan Open                 | Herrendoppel | 2     | Rudy Gunawan / Bambang Suprianto           |
| 1997   | Singapore Open             | Mixed        | 1     | Bambang Suprianto / Rosalina Riseu         |
| 1997   | Indonesia Open             | Mixed        | 2     | Bambang Suprianto / Rosalina Riseu         |
| 1997   | Vietnam Open               | Mixed        | 1     | Bambang Suprianto / Rosalina Riseu         |
| 1998   | Hong Kong Open             | Mixed        | 3     | Bambang Suprianto / Zelin Resiana          |
| 1998   | Brunei Open                | Mixed        | 3     | Bambang Suprianto / Minarti Timur          |
| 1998   | Indonesia Open             | Mixed        | 3     | Bambang Suprianto / Zelin Resiana          |
| 1998   | Asienmeisterschaft         | Mixed        | 3     | Bambang Suprianto / Zelin Resiana          |
| 1999   | Chinese Taipei Open        | Mixed        | 2     | Bambang Suprianto / Zelin Resiana          |
| 1999   | Indonesia Open             | Mixed        | 2     | Bambang Suprianto / Zelin Resiana          |
| 1999   | Asienmeisterschaft         | Mixed        | 3     | Bambang Suprianto / Minarti Timur          |
| 1999   | Indonesia Open             | Mixed        | 1     | Bambang Suprianto / Zelin Resiana          |
| 1999   | Japan Open                 | Mixed        | 5     | Bambang Suprianto / Minarti Timur          |
| 1999   | Chinese Taipei Open        | Herrendoppel | 5     | Bambang Suprianto / Sandiarto              |
| 1999   | All England                | Mixed        | 3     | Bambang Suprianto / Zelin Resiana          |
| 2000   | Japan Open                 | Herrendoppel | 3     | Bambang Suprianto / Tri Kurharyanto        |
| 2000   | All England                | Mixed        | 5     | Bambang Suprianto / Zelin Resiana          |
| 2000   | Japan Open                 | Mixed        | 3     | Bambang Suprianto / Zelin Resiana          |
| 2000   | Chinese Taipei Open        | Mixed        | 3     | Bambang Suprianto / Zelin Resiana          |
| 2000   | Asienmeisterschaft         | Mixed        | 1     | Bambang Suprianto / Minarti Timur          |
| 2000   | Indonesia Open             | Mixed        | 3     | Bambang Suprianto / Zelin Resiana          |
| 2000   | Olympia                    | Mixed        | 5     | Bambang Suprianto / Zelin Resiana          |
| 2001   | Indonesia Open             | Herrendoppel | 5     | Bambang Supriyanto / Tri Kusharyanto       |
| 2001   | Indonesia Open             | Mixed        | 5     | Bambang Suprianto / Minarti Timur          |
| 2001   | Indonesische Meisterschaft | Mixed        | 1     | Bambang Suprianto / Emma Ermawati          |
| 2001   | Asienmeisterschaft         | Herrendoppel | 1     | Bambang Suprianto / Tri Kusharyanto        |
| 2001   | Asienmeisterschaft         | Mixed        | 2     | Bambang Suprianto / Minarti Timur          |
| 2001   | Malaysia Open              | Mixed        | 1     | Bambang Suprianto / Emma Ermawati          |
| 2001   | Südostasienspiele          | Herrendoppel | 2     | Tony Gunawan / Bambang Suprianto           |
| 2001   | Japan Open                 | Mixed        | 1     | Bambang Suprianto / Minarti Timur          |
| 2001   | Südostasienspiele          | Mixed        | 2     | Bambang Suprianto / Emma Ermawati          |
| 2002   | Chinese Taipei Open        | Herrendoppel | 2     | Wijaya / Bambang Suprianto                 |
| 2002   | Japan Open                 | Mixed        | 3     | Bambang Suprianto / Minarti Timur          |
| 2002   | Swiss Open                 | Herrendoppel | 3     | Bambang Suprianto / Sigit Budiarto         |
| 2002   | Indonesia Open             | Mixed        | 1     | Bambang Suprianto / Emma Ermawati          |
| 2005   | Indonesische Meisterschaft | Mixed        | 1     | Bambang Suprianto / Leyliana Daisy Chandra |